# Demografia de Serra Leoa

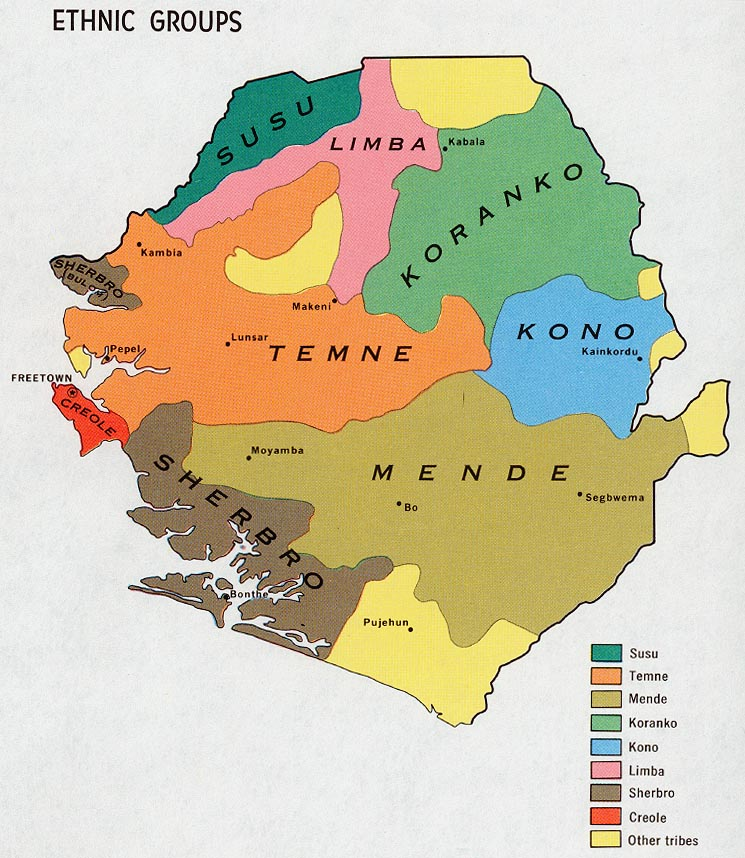
Principais grupos étnicos de Serra Leoa.

A demografia de Serra Leoa é composta por uma população nativa de 18 grupos étnicos. O Temnés, oriundos no norte, e o Mende, originários do sul, são os maiores grupos étnicos. Cerca de 60.000 são Krios - descendentes de escravos libertos que voltaram para Serra Leoa da Grã-Bretanha, América do Norte e de navios negreiros capturados em alto mar. Além disso, há cerca de 5.000 libaneses e descendentes, 1.000 indianos e 5.000 europeus residentes no país.
No passado, alguns serra-leoneses eram conhecidos por suas realizações educacionais, atividades comerciais, habilidades empresariais e trabalhos artísticos e artesanais, especialmente escultura em madeira. Muitos fazem parte de redes étnicas maiores que se estendem por vários países, que unem os estados da África Ocidental na área. Seu nível de educação e infraestrutura diminuiu drasticamente nos últimos 30 anos.

## População
De acordo com estimativas de 2019 das Perspectivas da População Mundial, a população total era de 7.650.150 habitantes em 2018, em comparação com apenas 1.895.000 em 1950. A proporção de crianças com menos de 15 anos em 2010 era de 43%, sendo que 55,1% tinha entre 15 e 65 anos, enquanto 1,9% tinha 65 anos ou mais.